# The Walker Brothers
The Walker Brothers war eine US-amerikanische Popband, die 1964 in Los Angeles gegründet wurde und sich 1978 endgültig auflöste. Sie bestand aus Scott Walker (Scott Engel), John Walker (John Joseph Maus) und Gary Walker (Gary Leeds).

## Bandgeschichte
Weil sich in Amerika kein musikalischer Erfolg einstellen wollte, beschlossen John Maus und Scott Engel, unter dem Bandnamen The Walker Brothers ihr Glück in England zu versuchen. Den Namen Walker hatte John Maus schon 1959 als Schüler des El Camino College in Kalifornien angenommen. Scott Engel war vorher im Broadway-Musical Pipe Dream aufgetreten, später spielte er in der Amateurband The Routers. Gary Leeds lernte er durch einen Autounfall kennen.
1964 zeigten sich erste Erfolge. Sie traten in diesem Jahr das erste Mal gemeinsam im Hollywood A Go-Go auf. Die erste Single der Gruppe, Pretty Girls Everywhere, blieb erfolglos, aber bereits ihre zweite Single Love Her kam in die britischen Top 20. Mit dem von Burt Bacharach und Hal David geschriebenen Lied Make It Easy on Yourself sowie den Titeln My Ship Is Coming In und The Sun Ain’t Gonna Shine (Anymore) gelang der Durchbruch.
Es kam zu einer regelrechten „Walkers-Mania“ mit kreischenden und in Ohnmacht fallenden Teenagern und dem entsprechenden Presserummel. Dieser sowie die Strapazen des Tour-Alltags führten zu Spannungen in der Band. Erschwerend kam hinzu, dass der erhoffte Durchbruch in den USA ausblieb und die aufkommende Flower-Power-Bewegung und Psychedelia nicht in das Konzept der Band passten.
1967 trennte man sich einvernehmlich. John und Scott feilten an ihren Solokarrieren, Gary Leeds gründete die Band Gary and the Rain. Einigermaßen erfolgreich war jedoch nur Scott Walker. Seine Soloalben Scott 1 bis Scott 4 wurden zu gesuchten Sammlerstücken.
1975 fanden die Walker Brothers wieder zusammen. Mit No Regrets hatten sie erneut einen Hit. Die ersten beiden Alben nach der Reunion enthalten durchgehend eine Art Middle-of-the-Road-Countrypop der melancholischen Art. Das dritte, kurz vor Ende der Plattenfirma GTO erschienene Album Nite Flights lässt jedem Musiker Raum für seine eigenen Songs. Dem Nachzügler-Album wurde damals nicht viel Aufmerksamkeit geschenkt. Nite Flights wurde in die Wireliste The Wire’s “100 Records That Set the World on Fire (While No One Was Listening)” aufgenommen.
Am 7. Mai 2011 starb John Walker nach längerer Krankheit (Leberkrebs) in Los Angeles.
Scott Walker starb am 22. März 2019 nach schwerer Krankheit (Krebs) in London

## Mitglieder
- Scott Walker alias Noel Scott Engel: Gesang, Bass, Gitarre, Tasteninstrumente (* 9. Januar 1943 in Hamilton, Ohio; † 22. März 2019 in London)
- John Walker alias John Joseph Maus: Gesang, Gitarre (* 12. November 1943 in New York City; † 7. Mai 2011 in Los Angeles, Kalifornien)
- Gary Walker alias Gary Leeds: Schlagzeug (* 9. März 1942 in Glendale, Kalifornien)

## Coverversion
David Bowie coverte den Titelsong des Albums Nite Flights, eine Komposition von Scott Walker, auf seinem Album Black Tie White Noise (1993).

## Diskografie

### Alben
- 1965: Take It Easy with the Walker Brothers
- 1965: Introducing the Walker Brothers
- 1966: The Sun Ain’t Gonna Shine Anymore
- 1966: Portrait
- 1966: The Walker Brothers
- 1967: Images
- 1968: The Walker Brothers in Japan
- 1975: No Regrets
- 1976: Lines
- 1978: Nite Flights

### Kompilationen
- 1966: Attention! The Walker Brothers! (alternativer Albumtitel: Hitsounds)
- 1966: The Fabulous Walker Brothers
- 1967: I Need You
- 1968: The Walker Brothers Story
- 1968: The Immortal Walker Brothers
- 1972: Make It Easy on Yourself
- 1975: Greatest Hits (2 LPs)
- 1977: Spotlight On (2 LPs)
- 1982: Hits
- 1982: Motive
- 1984: The Sun Ain’t Gonna Shine Anymore
- 1986: Gala
- 1989: The Walker Brothers Collection (UK: Silber)
- 1990: After the Lights Go Out
- 1992: No Regrets – The Best of 1965–1976 (mit Scott Walker)
- 1992: Make It Easy on Yourself
- 1993: A Very Special Collection
- 1995: Anthology
- 2000: The Singles+ (2 CDs)
- 2001: If You Could Hear Me Now
- 2006: The Best Of – The Sun Ain’t Gonna Shine
- 2006: Everything Under the Sun (The Complete Recordings) (Box mit 5 CDs)
- 2007: The Silver Collection
- 2009: My Ship Is Coming In – The Collection (2 CDs)
- 2010: 3 Original Album Classics (3-CD-Box)

### Singles
- 1965: Pretty Girls Everywhere
- 1965: Love Her
- 1965: Make It Easy on Yourself
- 1965: My Ship Is Coming In
- 1966: Land of 1,000 Dances
- 1966: The Sun Ain’t Gonna Shine Any More
- 1966: (Baby) You Don’t Have to Tell Me
- 1966: Another Tear Falls
- 1966: Deadlier Than the Male
- 1967: Stay with Me Baby
- 1967: Walking in the Rain
- 1975: No Regrets
- 1976: Lines
- 1976: We’re All Alone
- 1978: The Electrician